# Biblioteca di Tianjin
La Biblioteca di Tientsin (in cinese 天津滨海图书馆, soprannominata L'occhio) è una biblioteca di Tianjin in Cina. Fa parte del Centro culturale di Binhai, essendo una delle cinque attrazioni principali.